# Comuni della Polonia (O-R)
Questo è un elenco dei 2.479 comuni della Polonia  ordinati alfabeticamente dalla O alla R.
| Numero | Comune                              | Distretto                            | Voivodato | Tipo |
| ------ | ----------------------------------- | ------------------------------------ | --------- | ---- |
| 1.369  | Oborniki                            | Distretto di Oborniki                | WP        | mw   |
| 1.370  | Oborniki Śląskie                    | Distretto di Trzebnica               | DS        | mw   |
| 1.371  | Obrazów                             | Distretto di Sandomierz              | SK        | w    |
| 1.372  | Obrowo                              | Distretto di Toruń                   | KP        | w    |
| 1.373  | Obryte                              | Distretto di Pułtusk                 | MZ        | w    |
| 1.374  | Obrzycko                            | Distretto di Szamotuły               | WP        | m    |
| 1.375  | Obrzycko (comune rurale)            | Distretto di Szamotuły               | WP        | w    |
| 1.376  | Obsza                               | Distretto di Biłgoraj                | LU        | w    |
| 1.377  | Ochotnica Dolna                     | Distretto di Nowy Targ               | MA        | w    |
| 1.378  | Odolanów                            | Distretto di Ostrów Wielkopolski     | WP        | mw   |
| 1.379  | Odrzywół                            | Distretto di Przysucha               | MZ        | w    |
| 1.380  | Ogrodzieniec                        | Distretto di Zawiercie               | SL        | mw   |
| 1.381  | Ojrzeń                              | Distretto di Ciechanów               | MZ        | w    |
| 1.382  | Okonek                              | Distretto di Złotów                  | WP        | mw   |
| 1.383  | Oksa                                | Distretto di Jędrzejów               | SK        | w    |
| 1.384  | Olecko                              | Distretto di Olecko                  | WN        | mw   |
| 1.385  | Olesno (Piccola Polonia)            | Distretto di Dąbrowa                 | MA        | w    |
| 1.386  | Olesno (Opole)                      | Distretto di Olesno                  | OP        | mw   |
| 1.387  | Oleszyce                            | Distretto di Lubaczów                | PK        | mw   |
| 1.388  | Oleśnica (Bassa Slesia)             | Distretto di Oleśnica                | DS        | m    |
| 1.389  | Oleśnica (comune rurale)            | Distretto di Oleśnica                | DS        | w    |
| 1.390  | Oleśnica (Santacroce)               | Distretto di Staszów                 | SK        | w    |
| 1.391  | Olkusz                              | Distretto di Olkusz                  | MA        | mw   |
| 1.392  | Olszanica                           | Distretto di Lesko                   | PK        | w    |
| 1.393  | Olszanka (Opole)                    | Distretto di Brzeg                   | OP        | w    |
| 1.394  | Olszanka (Masovia)                  | Distretto di Łosice                  | MZ        | w    |
| 1.395  | Olszewo-Borki                       | Distretto di Ostrołęka               | MZ        | w    |
| 1.396  | Olszówka                            | Distretto di Koło                    | WP        | w    |
| 1.397  | Olsztyn                             |                                      | WN        | m    |
| 1.398  | Olsztyn (comune rurale)             | Distretto di Częstochowa             | SL        | w    |
| 1.399  | Olsztynek                           | Distretto di Olsztyn                 | WN        | mw   |
| 1.400  | Olszyna                             | Distretto di Lubań                   | DS        | mw   |
| 1.401  | Oława                               |                                      | DS        | m    |
| 1.402  | Oława (comune rurale)               | Distretto di Oława                   | DS        | w    |
| 1.403  | Opalenica                           | Distretto di Nowy Tomyśl             | WP        | mw   |
| 1.404  | Opatowiec                           | Distretto di Kazimierza Wielka       | SK        | w    |
| 1.405  | Opatów (Slesia)                     | Distretto di Kłobuck                 | SL        | w    |
| 1.406  | Opatów (Santacroce)                 | Distretto di Opatów                  | SK        | mw   |
| 1.407  | Opatówek                            | Distretto di Kalisz                  | WP        | mw   |
| 1.408  | Opinogóra Górna                     | Distretto di Ciechanów               | MZ        | w    |
| 1.409  | Opoczno                             | Distretto di Opoczno                 | LD        | mw   |
| 1.410  | Opole                               |                                      | OP        | m    |
| 1.411  | Opole Lubelskie                     | Distretto di Opole Lubelskie         | LU        | mw   |
| 1.412  | Oporów                              | Distretto di Kutno                   | LD        | w    |
| 1.413  | Orchowo                             | Distretto di Słupca                  | WP        | w    |
| 1.414  | Orla (Podlachia)                    | Distretto di Bielsk                  | PD        | w    |
| 1.415  | Orły                                | Distretto di Przemyśl                | PK        | w    |
| 1.416  | Orneta                              | Distretto di Lidzbark Warmiński      | WN        | mw   |
| 1.417  | Ornontowice                         | Distretto di Mikołów                 | SL        | w    |
| 1.418  | Orońsko                             | Distretto di Szydłowiec              | MZ        | w    |
| 1.419  | Orzesze                             | Distretto di Mikołów                 | SL        | m    |
| 1.420  | Orzysz                              | Distretto di Pisz                    | WN        | mw   |
| 1.421  | Osie                                | Distretto di Świecie                 | KP        | w    |
| 1.422  | Osieck                              | Distretto di Otwock                  | MZ        | w    |
| 1.423  | Osieczna (Grande Polonia)           | Distretto di Leszno                  | WP        | mw   |
| 1.424  | Osieczna (Pomerania)                | Distretto di Starogard               | PM        | w    |
| 1.425  | Osiecznica                          | Distretto di Bolesławiec             | DS        | w    |
| 1.426  | Osiek (Brodnica)                    | Distretto di Brodnica                | KP        | w    |
| 1.427  | Osiek (Piccola Polonia)             | Distretto di Oświęcim                | MA        | w    |
| 1.428  | Osiek (Pomerania)                   | Distretto di Starogard               | PM        | w    |
| 1.429  | Osiek (Santacroce)                  | Distretto di Staszów                 | SK        | mw   |
| 1.430  | Osiek Jasielski                     | Distretto di Jasło                   | PK        | w    |
| 1.431  | Osiek Mały                          | Distretto di Koło                    | WP        | w    |
| 1.432  | Osielsko                            | Distretto di Bydgoszcz               | KP        | w    |
| 1.433  | Osięciny                            | Distretto di Radziejów               | KP        | w    |
| 1.434  | Osina                               | Distretto di Goleniów                | ZP        | w    |
| 1.435  | Osjaków                             | Distretto di Wieluń                  | LD        | w    |
| 1.436  | Ostaszewo                           | Distretto di Nowy Dwór Gdański       | PM        | w    |
| 1.437  | Ostrołęka                           |                                      | MZ        | m    |
| 1.438  | Ostroróg                            | Distretto di Szamotuły               | WP        | mw   |
| 1.439  | Ostrowice                           | Distretto di Drawsko Pomorskie       | ZP        | w    |
| 1.440  | Ostrowiec Świętokrzyski             | Distretto di Ostrowiec Świętokrzyski | SK        | m    |
| 1.441  | Ostrowite                           | Distretto di Słupca                  | WP        | w    |
| 1.442  | Ostróda                             | Distretto di Ostróda                 | WN        | m    |
| 1.443  | Ostróda (comune rurale)             | Distretto di Ostróda                 | WN        | w    |
| 1.444  | Ostrów                              | Distretto di Ropczyce                | PK        | w    |
| 1.445  | Ostrów Lubelski                     | Distretto di Lubartów                | LU        | mw   |
| 1.446  | Ostrów Mazowiecka                   | Distretto di Ostrów Mazowiecka       | MZ        | m    |
| 1.447  | Ostrów Mazowiecka (comune rurale)   | Distretto di Ostrów Mazowiecka       | MZ        | w    |
| 1.448  | Ostrów Wielkopolski                 | Distretto di Ostrów Wielkopolski     | WP        | m    |
| 1.449  | Ostrów Wielkopolski (comune rurale) | Distretto di Ostrów Wielkopolski     | WP        | w    |
| 1.450  | Ostrówek (Lublino)                  | Distretto di Lubartów                | LU        | w    |
| 1.451  | Ostrówek (Łódź)                     | Distretto di Wieluń                  | LD        | w    |
| 1.452  | Ostrzeszów                          | Distretto di Ostrzeszów              | WP        | mw   |
| 1.453  | Ośno Lubuskie                       | Distretto di Słubice                 | LB        | mw   |
| 1.454  | Oświęcim                            | Distretto di Oświęcim                | MA        | m    |
| 1.455  | Oświęcim (comune rurale)            | Distretto di Oświęcim                | MA        | w    |
| 1.456  | Otmuchów                            | Distretto di Nysa                    | OP        | mw   |
| 1.457  | Otwock                              | Distretto di Otwock                  | MZ        | m    |
| 1.458  | Otyń                                | Distretto di Nowa Sól                | LB        | w    |
| 1.459  | Ozimek                              | Distretto di Opole                   | OP        | mw   |
| 1.460  | Ozorków                             | Distretto di Zgierz                  | LD        | m    |
| 1.461  | Ozorków (comune rurale)             | Distretto di Zgierz                  | LD        | w    |
| 1.462  | Ożarowice                           | Distretto di Tarnowskie Góry         | SL        | w    |
| 1.463  | Ożarów                              | Distretto di Opatów                  | SK        | mw   |
| 1.464  | Ożarów Mazowiecki                   | Distretto di Varsavia Ovest          | MZ        | mw   |
| 1.465  | Pabianice                           | Distretto di Pabianice               | LD        | m    |
| 1.466  | Pabianice (comune rurale)           | Distretto di Pabianice               | LD        | w    |
| 1.467  | Pacanów                             | Distretto di Busko-Zdrój             | SK        | w    |
| 1.468  | Pacyna                              | Distretto di Gostynin                | MZ        | w    |
| 1.469  | Paczków                             | Distretto di Nysa                    | OP        | mw   |
| 1.470  | Padew Narodowa                      | Distretto di Mielec                  | PK        | w    |
| 1.471  | Pajęczno                            | Distretto di Pajęczno                | LD        | mw   |
| 1.472  | Pakosław                            | Distretto di Rawicz                  | WP        | w    |
| 1.473  | Pakosławice                         | Distretto di Nysa                    | OP        | w    |
| 1.474  | Pakość                              | Distretto di Inowrocław              | KP        | mw   |
| 1.475  | Pałecznica                          | Distretto di Proszowice              | MA        | w    |
| 1.476  | Panki                               | Distretto di Kłobuck                 | SL        | w    |
| 1.477  | Papowo Biskupie                     | Distretto di Chełmno                 | KP        | w    |
| 1.478  | Paprotnia                           | Distretto di Siedlce                 | MZ        | w    |
| 1.479  | Paradyż                             | Distretto di Opoczno                 | LD        | w    |
| 1.480  | Parchowo                            | Distretto di Bytów                   | PM        | w    |
| 1.481  | Parczew                             | Distretto di Parczew                 | LU        | mw   |
| 1.482  | Parysów                             | Distretto di Garwolin                | MZ        | w    |
| 1.483  | Parzęczew                           | Distretto di Zgierz                  | LD        | w    |
| 1.484  | Pasłęk                              | Distretto di Elbląg                  | WN        | mw   |
| 1.485  | Pasym                               | Distretto di Szczytno                | WN        | mw   |
| 1.486  | Paszowice                           | Distretto di Jawor                   | DS        | w    |
| 1.487  | Pawłosiów                           | Distretto di Jarosław                | PK        | w    |
| 1.488  | Pawłowice                           | Distretto di Pszczyna                | SL        | w    |
| 1.489  | Pawłowiczki                         | Distretto di Kędzierzyn-Koźle        | OP        | w    |
| 1.490  | Pawłów                              | Distretto di Starachowice            | SK        | w    |
| 1.491  | Pawonków                            | Distretto di Lubliniec               | SL        | w    |
| 1.492  | Pątnów                              | Distretto di Wieluń                  | LD        | w    |
| 1.493  | Pcim                                | Distretto di Myślenice               | MA        | w    |
| 1.494  | Pelplin                             | Distretto di Tczew                   | PM        | mw   |
| 1.495  | Pełczyce                            | Distretto di Choszczno               | ZP        | mw   |
| 1.496  | Perlejewo                           | Distretto di Siemiatycze             | PD        | w    |
| 1.497  | Perzów                              | Distretto di Kępno                   | WP        | w    |
| 1.498  | Pęcław                              | Distretto di Głogów                  | DS        | w    |
| 1.499  | Pęczniew                            | Distretto di Poddębice               | LD        | w    |
| 1.500  | Pępowo                              | Distretto di Gostyń                  | WP        | w    |
| 1.501  | Piaseczno                           | Distretto di Piaseczno               | MZ        | mw   |
| 1.502  | Piaski (Grande Polonia)             | Distretto di Gostyń                  | WP        | w    |
| 1.503  | Piaski (Lublino)                    | Distretto di Świdnik                 | LU        | mw   |
| 1.504  | Piastów                             | Distretto di Pruszków                | MZ        | m    |
| 1.505  | Piątek                              | Distretto di Łęczyca                 | LD        | w    |
| 1.506  | Piątnica                            | Distretto di Łomża                   | PD        | w    |
| 1.507  | Piechowice                          | Distretto di Jelenia Góra            | DS        | m    |
| 1.508  | Piecki                              | Distretto di Mrągowo                 | WN        | w    |
| 1.509  | Piekary Śląskie                     |                                      | SL        | m    |
| 1.510  | Piekoszów                           | Distretto di Kielce                  | SK        | w    |
| 1.511  | Pielgrzymka                         | Distretto di Złotoryja               | DS        | w    |
| 1.512  | Pieniężno                           | Distretto di Braniewo                | WN        | mw   |
| 1.513  | Pieńsk                              | Distretto di Zgorzelec               | DS        | mw   |
| 1.514  | Pierzchnica                         | Distretto di Kielce                  | SK        | w    |
| 1.515  | Pieszyce                            | Distretto di Dzierżoniów             | DS        | m    |
| 1.516  | Pietrowice Wielkie                  | Distretto di Racibórz                | SL        | w    |
| 1.517  | Pilawa                              | Distretto di Garwolin                | MZ        | mw   |
| 1.518  | Pilchowice                          | Distretto di Gliwice                 | SL        | w    |
| 1.519  | Pilica (Slesia)                     | Distretto di Zawiercie               | SL        | mw   |
| 1.520  | Pilzno                              | Distretto di Dębica                  | PK        | mw   |
| 1.521  | Piła                                | Distretto di Piła                    | WP        | m    |
| 1.522  | Piława Górna                        | Distretto di Dzierżoniów             | DS        | m    |
| 1.523  | Pińczów                             | Distretto di Pińczów                 | SK        | mw   |
| 1.524  | Pionki                              | Distretto di Radom                   | MZ        | m    |
| 1.525  | Pionki (comune rurale)              | Distretto di Radom                   | MZ        | w    |
| 1.526  | Piotrków Kujawski                   | Distretto di Radziejów               | KP        | mw   |
| 1.527  | Piotrków Trybunalski                |                                      | LD        | m    |
| 1.528  | Pisz                                | Distretto di Pisz                    | WN        | mw   |
| 1.529  | Piszczac                            | Distretto di Biała Podlaska          | LU        | w    |
| 1.530  | Piwniczna-Zdrój                     | Distretto di Nowy Sącz               | MA        | mw   |
| 1.531  | Platerów                            | Distretto di Łosice                  | MZ        | w    |
| 1.532  | Platerówka                          | Distretto di Lubań                   | DS        | w    |
| 1.533  | Pleszew                             | Distretto di Pleszew                 | WP        | mw   |
| 1.534  | Pleśna                              | Distretto di Tarnów                  | MA        | w    |
| 1.535  | Płaska                              | Distretto di Augustów                | PD        | w    |
| 1.536  | Płock                               |                                      | MZ        | m    |
| 1.537  | Płoniawy-Bramura                    | Distretto di Maków                   | MZ        | w    |
| 1.538  | Płońsk                              | Distretto di Płońsk                  | MZ        | m    |
| 1.539  | Płońsk (comune rurale)              | Distretto di Płońsk                  | MZ        | w    |
| 1.540  | Płoskinia                           | Distretto di Braniewo                | WN        | w    |
| 1.541  | Płośnica                            | Distretto di Działdowo               | WN        | w    |
| 1.542  | Płoty                               | Distretto di Gryfice                 | ZP        | mw   |
| 1.543  | Płużnica                            | Distretto di Wąbrzeźno               | KP        | w    |
| 1.544  | Pniewy (Masovia)                    | Distretto di Grójec                  | MZ        | w    |
| 1.545  | Pniewy (Grande Polonia)             | Distretto di Szamotuły               | WP        | mw   |
| 1.546  | Pobiedziska                         | Distretto di Poznań                  | WP        | mw   |
| 1.547  | Poczesna                            | Distretto di Częstochowa             | SL        | w    |
| 1.548  | Poddębice                           | Distretto di Poddębice               | LD        | mw   |
| 1.549  | Podedwórze                          | Distretto di Parczew                 | LU        | w    |
| 1.550  | Podegrodzie                         | Distretto di Nowy Sącz               | MA        | w    |
| 1.551  | Podgórzyn                           | Distretto di Jelenia Góra            | DS        | w    |
| 1.552  | Podkowa Leśna                       | Distretto di Grodzisk Mazowiecki     | MZ        | m    |
| 1.553  | Pogorzela                           | Distretto di Gostyń                  | WP        | mw   |
| 1.554  | Pokój                               | Distretto di Namysłów                | OP        | w    |
| 1.555  | Pokrzywnica                         | Distretto di Pułtusk                 | MZ        | w    |
| 1.556  | Polanica-Zdrój                      | Distretto di Kłodzko                 | DS        | m    |
| 1.557  | Polanka Wielka                      | Distretto di Oświęcim                | MA        | w    |
| 1.558  | Polanów                             | Distretto di Koszalin                | ZP        | mw   |
| 1.559  | Police (Polonia)                    | Distretto di Police                  | ZP        | mw   |
| 1.560  | Policzna                            | Distretto di Zwoleń                  | MZ        | w    |
| 1.561  | Polkowice                           | Distretto di Polkowice               | DS        | mw   |
| 1.562  | Polska Cerekiew                     | Distretto di Kędzierzyn-Koźle        | OP        | w    |
| 1.563  | Połajewo                            | Distretto di Czarnków e Trzcianka    | WP        | w    |
| 1.564  | Połaniec                            | Distretto di Staszów                 | SK        | mw   |
| 1.565  | Połczyn-Zdrój                       | Distretto di Świdwin                 | ZP        | mw   |
| 1.566  | Pomiechówek                         | Distretto di Nowy Dwór Mazowiecki    | MZ        | w    |
| 1.567  | Poniatowa                           | Distretto di Opole Lubelskie         | LU        | mw   |
| 1.568  | Poniec                              | Distretto di Gostyń                  | WP        | mw   |
| 1.569  | Popielów                            | Distretto di Opole                   | OP        | w    |
| 1.570  | Popów                               | Distretto di Kłobuck                 | SL        | w    |
| 1.571  | Poraj                               | Distretto di Myszków                 | SL        | w    |
| 1.572  | Porąbka                             | Distretto di Bielsko-Biała           | SL        | w    |
| 1.573  | Poręba                              | Distretto di Zawiercie               | SL        | m    |
| 1.574  | Poronin                             | Distretto di Tatra                   | MA        | w    |
| 1.575  | Postomino                           | Distretto di Sławno                  | ZP        | w    |
| 1.576  | Poświętne (Podlachia)               | Distretto di Białystok               | PD        | w    |
| 1.577  | Poświętne (Łódź)                    | Distretto di Opoczno                 | LD        | w    |
| 1.578  | Poświętne (Masovia)                 | Distretto di Wołomin                 | MZ        | w    |
| 1.579  | Potęgowo                            | Distretto di Słupsk                  | PM        | w    |
| 1.580  | Potok Górny                         | Distretto di Biłgoraj                | LU        | w    |
| 1.581  | Potok Wielki                        | Distretto di Janów Lubelski          | LU        | w    |
| 1.582  | Potworów                            | Distretto di Przysucha               | MZ        | w    |
| 1.583  | Powidz                              | Distretto di Słupca                  | WP        | w    |
| 1.584  | Pozezdrze                           | Distretto di Węgorzewo               | WN        | w    |
| 1.585  | Poznań                              |                                      | WP        | m    |
| 1.586  | Prabuty                             | Distretto di Kwidzyn                 | PM        | mw   |
| 1.587  | Praszka                             | Distretto di Olesno                  | OP        | mw   |
| 1.588  | Prażmów                             | Distretto di Piaseczno               | MZ        | w    |
| 1.589  | Prochowice                          | Distretto di Legnica                 | DS        | mw   |
| 1.590  | Promna                              | Distretto di Białobrzegi             | MZ        | w    |
| 1.591  | Prostki                             | Distretto di Ełk                     | WN        | w    |
| 1.592  | Proszowice                          | Distretto di Proszowice              | MA        | mw   |
| 1.593  | Prószków                            | Distretto di Opole                   | OP        | mw   |
| 1.594  | Pruchnik                            | Distretto di Jarosław                | PK        | w    |
| 1.595  | Prudnik                             | Distretto di Prudnik                 | OP        | mw   |
| 1.596  | Prusice (Polonia)                   | Distretto di Trzebnica               | DS        | mw   |
| 1.597  | Pruszcz                             | Distretto di Świecie                 | KP        | w    |
| 1.598  | Pruszcz Gdański                     | Distretto di Danzica                 | PM        | m    |
| 1.599  | Pruszcz Gdański (comune rurale)     | Distretto di Danzica                 | PM        | w    |
| 1.600  | Pruszków                            | Distretto di Pruszków                | MZ        | m    |
| 1.601  | Przasnysz                           | Distretto di Przasnysz               | MZ        | m    |
| 1.602  | Przasnysz (comune rurale)           | Distretto di Przasnysz               | MZ        | w    |
| 1.603  | Przechlewo                          | Distretto di Człuchów                | PM        | w    |
| 1.604  | Przeciszów                          | Distretto di Oświęcim                | MA        | w    |
| 1.605  | Przecław                            | Distretto di Mielec                  | PK        | w    |
| 1.606  | Przedbórz                           | Distretto di Radomsko                | LD        | mw   |
| 1.607  | Przedecz                            | Distretto di Koło                    | WP        | mw   |
| 1.608  | Przelewice                          | Distretto di Pyrzyce                 | ZP        | w    |
| 1.609  | Przemęt                             | Distretto di Wolsztyn                | WP        | w    |
| 1.610  | Przemków                            | Distretto di Polkowice               | DS        | mw   |
| 1.611  | Przemyśl                            |                                      | PK        | m    |
| 1.612  | Przemyśl (comune rurale)            | Distretto di Przemyśl                | PK        | w    |
| 1.613  | Przerośl                            | Distretto di Suwałki                 | PD        | w    |
| 1.614  | Przesmyki                           | Distretto di Siedlce                 | MZ        | w    |
| 1.615  | Przeworno                           | Distretto di Strzelin                | DS        | w    |
| 1.616  | Przeworsk                           | Distretto di Przeworsk               | PK        | m    |
| 1.617  | Przeworsk (comune rurale)           | Distretto di Przeworsk               | PK        | w    |
| 1.618  | Przewóz                             | Distretto di Żary                    | LB        | w    |
| 1.619  | Przodkowo                           | Distretto di Kartuzy                 | PM        | w    |
| 1.620  | Przybiernów                         | Distretto di Goleniów                | ZP        | w    |
| 1.621  | Przygodzice                         | Distretto di Ostrów Wielkopolski     | WP        | w    |
| 1.622  | Przykona                            | Distretto di Turek                   | WP        | w    |
| 1.623  | Przyłęk                             | Distretto di Zwoleń                  | MZ        | w    |
| 1.624  | Przyrów                             | Distretto di Częstochowa             | SL        | w    |
| 1.625  | Przystajń                           | Distretto di Kłobuck                 | SL        | w    |
| 1.626  | Przysucha                           | Distretto di Przysucha               | MZ        | mw   |
| 1.627  | Przytoczna                          | Distretto di Międzyrzecz             | LB        | w    |
| 1.628  | Przytuły                            | Distretto di Łomża                   | PD        | w    |
| 1.629  | Przytyk                             | Distretto di Radom                   | MZ        | w    |
| 1.630  | Przywidz                            | Distretto di Danzica                 | PM        | w    |
| 1.631  | Psary (comune rurale)               | Distretto di Będzin                  | SL        | w    |
| 1.632  | Pszczew                             | Distretto di Międzyrzecz             | LB        | w    |
| 1.633  | Pszczółki                           | Distretto di Danzica                 | PM        | w    |
| 1.634  | Pszczyna                            | Distretto di Pszczyna                | SL        | mw   |
| 1.635  | Pszów                               | Distretto di Wodzisław Śląski        | SL        | m    |
| 1.636  | Puchaczów                           | Distretto di Łęczna                  | LU        | w    |
| 1.637  | Puck (Polonia)                      | Distretto di Puck                    | PM        | m    |
| 1.638  | Puck (comune rurale)                | Distretto di Puck                    | PM        | w    |
| 1.639  | Puławy                              | Distretto di Puławy                  | LU        | m    |
| 1.640  | Puławy (comune rurale)              | Distretto di Puławy                  | LU        | w    |
| 1.641  | Pułtusk                             | Distretto di Pułtusk                 | MZ        | mw   |
| 1.642  | Puńsk                               | Distretto di Sejny                   | PD        | w    |
| 1.643  | Purda                               | Distretto di Olsztyn                 | WN        | w    |
| 1.644  | Puszcza Mariańska                   | Distretto di Żyrardów                | MZ        | w    |
| 1.645  | Puszczykowo                         | Distretto di Poznań                  | WP        | m    |
| 1.646  | Pyrzyce                             | Distretto di Pyrzyce                 | ZP        | mw   |
| 1.647  | Pyskowice                           | Distretto di Gliwice                 | SL        | m    |
| 1.648  | Pysznica                            | Distretto di Stalowa Wola            | PK        | w    |
| 1.649  | Pyzdry                              | Distretto di Września                | WP        | mw   |
| 1.650  | Raba Wyżna                          | Distretto di Nowy Targ               | MA        | w    |
| 1.651  | Rabka-Zdrój                         | Distretto di Nowy Targ               | MA        | mw   |
| 1.652  | Rachanie                            | Distretto di Tomaszów Lubelski       | LU        | w    |
| 1.653  | Raciąż                              | Distretto di Płońsk                  | MZ        | m    |
| 1.654  | Raciąż (comune rurale)              | Distretto di Płońsk                  | MZ        | w    |
| 1.655  | Raciążek                            | Distretto di Aleksandrów Kujawski    | KP        | w    |
| 1.656  | Racibórz                            | Distretto di Racibórz                | SL        | m    |
| 1.657  | Raciechowice                        | Distretto di Myślenice               | MA        | w    |
| 1.658  | Racławice                           | Distretto di Miechów                 | MA        | w    |
| 1.659  | Raczki                              | Distretto di Suwałki                 | PD        | w    |
| 1.660  | Radecznica                          | Distretto di Zamość                  | LU        | w    |
| 1.661  | Radgoszcz                           | Distretto di Dąbrowa                 | MA        | w    |
| 1.662  | Radków (Bassa Slesia)               | Distretto di Kłodzko                 | DS        | mw   |
| 1.663  | Radków (Santacroce)                 | Distretto di Włoszczowa              | SK        | w    |
| 1.664  | Radlin                              | Distretto di Wodzisław Śląski        | SL        | m    |
| 1.665  | Radłów (Opole)                      | Distretto di Olesno                  | OP        | w    |
| 1.666  | Radłów (Piccola Polonia)            | Distretto di Tarnów                  | MA        | w    |
| 1.667  | Radom                               |                                      | MZ        | m    |
| 1.668  | Radomin                             | Distretto di Golub-Dobrzyń           | KP        | w    |
| 1.669  | Radomsko                            | Distretto di Radomsko                | LD        | m    |
| 1.670  | Radomsko (comune rurale)            | Distretto di Radomsko                | LD        | w    |
| 1.671  | Radomyśl nad Sanem                  | Distretto di Stalowa Wola            | PK        | w    |
| 1.672  | Radomyśl Wielki                     | Distretto di Mielec                  | PK        | mw   |
| 1.673  | Radoszyce                           | Distretto di Końskie                 | SK        | w    |
| 1.674  | Radowo Małe                         | Distretto di Łobez                   | ZP        | w    |
| 1.675  | Radwanice                           | Distretto di Polkowice               | DS        | w    |
| 1.676  | Radymno                             | Distretto di Jarosław                | PK        | m    |
| 1.677  | Radymno (comune rurale)             | Distretto di Jarosław                | PK        | w    |
| 1.678  | Radzanowo                           | Distretto di Płock                   | MZ        | w    |
| 1.679  | Radzanów (Białobrzegi)              | Distretto di Białobrzegi             | MZ        | w    |
| 1.680  | Radzanów (Mława)                    | Distretto di Mława                   | MZ        | w    |
| 1.681  | Radziechowy-Wieprz                  | Distretto di Żywiec                  | SL        | w    |
| 1.682  | Radziejowice                        | Distretto di Żyrardów                | MZ        | w    |
| 1.683  | Radziejów                           | Distretto di Radziejów               | KP        | m    |
| 1.684  | Radziejów (comune rurale)           | Distretto di Radziejów               | KP        | w    |
| 1.685  | Radziemice                          | Distretto di Proszowice              | MA        | w    |
| 1.686  | Radziłów                            | Distretto di Grajewo                 | PD        | w    |
| 1.687  | Radzionków                          | Distretto di Tarnowskie Góry         | SL        | m    |
| 1.688  | Radzymin                            | Distretto di Wołomin                 | MZ        | mw   |
| 1.689  | Radzyń Chełmiński                   | Distretto di Grudziądz               | KP        | mw   |
| 1.690  | Radzyń Podlaski                     | Distretto di Radzyń Podlaski         | LU        | m    |
| 1.691  | Radzyń Podlaski (comune rurale)     | Distretto di Radzyń Podlaski         | LU        | w    |
| 1.692  | Rajcza                              | Distretto di Żywiec                  | SL        | w    |
| 1.693  | Rajgród                             | Distretto di Grajewo                 | PD        | mw   |
| 1.694  | Rakoniewice                         | Distretto di Grodzisk Wielkopolski   | WP        | mw   |
| 1.695  | Raków                               | Distretto di Kielce                  | SK        | w    |
| 1.696  | Rakszawa                            | Distretto di Łańcut                  | PK        | w    |
| 1.697  | Raniżów                             | Distretto di Kolbuszowa              | PK        | w    |
| 1.698  | Raszków                             | Distretto di Ostrów Wielkopolski     | WP        | mw   |
| 1.699  | Raszyn                              | Distretto di Pruszków                | MZ        | w    |
| 1.700  | Rawa Mazowiecka                     | Distretto di Rawa                    | LD        | m    |
| 1.701  | Rawa Mazowiecka (comune rurale)     | Distretto di Rawa                    | LD        | w    |
| 1.702  | Rawicz                              | Distretto di Rawicz                  | WP        | mw   |
| 1.703  | Rąbino                              | Distretto di Świdwin                 | ZP        | w    |
| 1.704  | Recz                                | Distretto di Choszczno               | ZP        | mw   |
| 1.705  | Reda (Polonia)                      | Distretto di Wejherowo               | PM        | m    |
| 1.706  | Regimin                             | Distretto di Ciechanów               | MZ        | w    |
| 1.707  | Regnów                              | Distretto di Rawa                    | LD        | w    |
| 1.708  | Rejowiec                            | Distretto di Chełm                   | LU        | w    |
| 1.709  | Rejowiec Fabryczny                  | Distretto di Chełm                   | LU        | m    |
| 1.710  | Rejowiec Fabryczny (comune rurale)  | Distretto di Chełm                   | LU        | w    |
| 1.711  | Reńska Wieś                         | Distretto di Kędzierzyn-Koźle        | OP        | w    |
| 1.712  | Repki                               | Distretto di Sokołów                 | MZ        | w    |
| 1.713  | Resko                               | Distretto di Łobez                   | ZP        | mw   |
| 1.714  | Reszel                              | Distretto di Kętrzyn                 | WN        | mw   |
| 1.715  | Rewal                               | Distretto di Gryfice                 | ZP        | w    |
| 1.716  | Ręczno                              | Distretto di Piotrków                | LD        | w    |
| 1.717  | Rędziny                             | Distretto di Częstochowa             | SL        | w    |
| 1.718  | Rogowo (Rypin)                      | Distretto di Rypin                   | KP        | w    |
| 1.719  | Rogowo (Żnin)                       | Distretto di Żnin                    | KP        | w    |
| 1.720  | Rogoźno                             | Distretto di Oborniki                | WP        | mw   |
| 1.721  | Rogów                               | Distretto di Brzeziny                | LD        | w    |
| 1.722  | Rogóźno                             | Distretto di Grudziądz               | KP        | w    |
| 1.723  | Rojewo                              | Distretto di Inowrocław              | KP        | w    |
| 1.724  | Rokiciny                            | Distretto di Tomaszów Mazowiecki     | LD        | w    |
| 1.725  | Rokietnica (Precarpazia)            | Distretto di Jarosław                | PK        | w    |
| 1.726  | Rokietnica (Grande Polonia)         | Distretto di Poznań                  | WP        | w    |
| 1.727  | Rokitno                             | Distretto di Biała Podlaska          | LU        | w    |
| 1.728  | Ropa                                | Distretto di Gorlice                 | MA        | w    |
| 1.729  | Ropczyce                            | Distretto di Ropczyce                | PK        | mw   |
| 1.730  | Rossosz                             | Distretto di Biała Podlaska          | LU        | w    |
| 1.731  | Rościszewo                          | Distretto di Sierpc                  | MZ        | w    |
| 1.732  | Rozdrażew                           | Distretto di Krotoszyn               | WP        | w    |
| 1.733  | Rozogi                              | Distretto di Szczytno                | WN        | w    |
| 1.734  | Rozprza                             | Distretto di Piotrków                | LD        | w    |
| 1.735  | Roźwienica                          | Distretto di Jarosław                | PK        | w    |
| 1.736  | Różan                               | Distretto di Maków                   | MZ        | mw   |
| 1.737  | Ruciane-Nida                        | Distretto di Pisz                    | WN        | mw   |
| 1.738  | Ruda Maleniecka                     | Distretto di Końskie                 | SK        | w    |
| 1.739  | Ruda-Huta                           | Distretto di Chełm                   | LU        | w    |
| 1.740  | Ruda Śląska                         |                                      | SL        | m    |
| 1.741  | Rudka (Polonia)                     | Distretto di Bielsk                  | PD        | w    |
| 1.742  | Rudna                               | Distretto di Lubin                   | DS        | w    |
| 1.743  | Rudnik (Lublino)                    | Distretto di Krasnystaw              | LU        | w    |
| 1.744  | Rudnik (Slesia)                     | Distretto di Racibórz                | SL        | w    |
| 1.745  | Rudnik nad Sanem                    | Distretto di Nisko                   | PK        | mw   |
| 1.746  | Rudniki                             | Distretto di Olesno                  | OP        | w    |
| 1.747  | Rudziniec                           | Distretto di Gliwice                 | SL        | w    |
| 1.748  | Ruja                                | Distretto di Legnica                 | DS        | w    |
| 1.749  | Rumia                               | Distretto di Wejherowo               | PM        | m    |
| 1.750  | Rusiec                              | Distretto di Bełchatów               | LD        | w    |
| 1.751  | Rusinów                             | Distretto di Przysucha               | MZ        | w    |
| 1.752  | Rutka-Tartak                        | Distretto di Suwałki                 | PD        | w    |
| 1.753  | Rutki                               | Distretto di Zambrów                 | PD        | w    |
| 1.754  | Rybczewice                          | Distretto di Świdnik                 | LU        | w    |
| 1.755  | Rybnik                              |                                      | SL        | m    |
| 1.756  | Rybno (Varmia-Masuria)              | Distretto di Działdowo               | WN        | w    |
| 1.757  | Rybno (Masovia)                     | Distretto di Sochaczew               | MZ        | w    |
| 1.758  | Rychliki                            | Distretto di Elbląg                  | WN        | w    |
| 1.759  | Rychtal                             | Distretto di Kępno                   | WP        | w    |
| 1.760  | Rychwał                             | Distretto di Konin                   | WP        | mw   |
| 1.761  | Ryczywół                            | Distretto di Oborniki                | WP        | w    |
| 1.762  | Rydułtowy                           | Distretto di Wodzisław Śląski        | SL        | m    |
| 1.763  | Rydzyna                             | Distretto di Leszno                  | WP        | mw   |
| 1.764  | Ryglice                             | Distretto di Tarnów                  | MA        | mw   |
| 1.765  | Ryjewo                              | Distretto di Kwidzyn                 | PM        | w    |
| 1.766  | Ryki                                | Distretto di Ryki                    | LU        | mw   |
| 1.767  | Rymanów                             | Distretto di Krosno                  | PK        | mw   |
| 1.768  | Rymań                               | Distretto di Kołobrzeg               | ZP        | w    |
| 1.769  | Ryn                                 | Distretto di Giżycko                 | WN        | mw   |
| 1.770  | Rypin                               | Distretto di Rypin                   | KP        | m    |
| 1.771  | Rypin (comune rurale)               | Distretto di Rypin                   | KP        | w    |
| 1.772  | Rytro                               | Distretto di Nowy Sącz               | MA        | w    |
| 1.773  | Rytwiany                            | Distretto di Staszów                 | SK        | w    |
| 1.774  | Rząśnia                             | Distretto di Pajęczno                | LD        | w    |
| 1.775  | Rząśnik                             | Distretto di Wyszków                 | MZ        | w    |
| 1.776  | Rzeczenica                          | Distretto di Człuchów                | PM        | w    |
| 1.777  | Rzeczniów                           | Distretto di Lipsko                  | MZ        | w    |
| 1.778  | Rzeczyca                            | Distretto di Tomaszów Mazowiecki     | LD        | w    |
| 1.779  | Rzekuń                              | Distretto di Ostrołęka               | MZ        | w    |
| 1.780  | Rzepiennik Strzyżewski              | Distretto di Tarnów                  | MA        | w    |
| 1.781  | Rzepin                              | Distretto di Słubice                 | LB        | mw   |
| 1.782  | Rzeszów                             |                                      | PK        | m    |
| 1.783  | Rzewnie                             | Distretto di Maków                   | MZ        | w    |
| 1.784  | Rzezawa                             | Distretto di Bochnia                 | MA        | w    |
| 1.785  | Rzgów (Grande Polonia)              | Distretto di Konin                   | WP        | w    |
| 1.786  | Rzgów (Łódź)                        | Distretto di Łódź Est                | LD        | mw   |

Sigle dei tipi di comune:

m: miejska (comuni urbani), mw: miejsko-wiejska (comuni urbano-rurali), w: wiejska (comuni rurali).